# Il segno del vendicatore
Il segno del vendicatore è un film del 1962 diretto da Roberto Mauri.

## Trama
Il duca d'Altavilla uccide il vecchio conte Arvedi, prendendo possesso  del suo feudo e fa arrestare la nuora Velia. Il giovane figlio del defunto, il conte Antonio, decide allora di ribellarsi e, travestitosi da giustiziere mascherato, insorge contro l'usurpatore assieme ai popolani. Dopo rocambolesche battaglie e peripezie il duca viene infine sconfitto e la giovane Velia liberata.

## Analogie
Il film ha una trama molto simile a  Il segno di Zorro (1963) di Mario Caiano  a sua volta ispirato all'omonimo film (Il segno di Zorro) del 1940 di  Rouben Mamoulian.

## Luoghi delle riprese
Gran parte del film è girato nel centro storico e nelle campagne di Gubbio, in particolare nel Palazzo dei Consoli.